# Кондома (посёлок)
Ко́ндома  (шор. Қондум) — посёлок в Таштагольском районе Кемеровской области, России. Находится в составе Каларского сельского поселения.

## История
17 декабря 2004 года в соответствии с Законом Кемеровской области № 104-ОЗ посёлок вошёл в состав образованного Каларского сельского поселения.

## География
Расположен на юге области, на р. Кондома
Уличная сеть
- Береговая
- Заречная
- Лесная
- Пионерский переулок
- Речной переулок
- Советская
- Солнечный переулок
- Соловьёва
- Фестивальная
- Школьная
- Шмакова

## Население
| 2010 |
| ---- |
| 321  |

## Инфраструктура
- Филиал библиотеки

Личное подсобное хозяйство.

## Транспорт
Просёлочные дороги.